# Cliff Robinson (basket-ball, 1960)
Clifford Trent Robinson, né le 13 mars 1960 à Oakland, Californie, est un ancien joueur américain de basket-ball. Il évolue durant sa carrière au poste d'ailier.
Issu de l'équipe universitaire des Trojans d'USC, il est drafté en 1979 par les Nets du New Jersey en 11e position.
Il a évolué en NBA durant 11 saisons.